# 해송초등학교
해송초등학교(海松初等學校)는 대한민국 부산광역시 해운대구 좌동에 있는 공립 초등학교이다.

## 학교 연혁
- 1998년 9월 1일 : 개교